# Chanteloup-en-Brie
Chanteloup-en-Brie – miejscowość i gmina we Francji, w regionie Île-de-France, w departamencie Sekwana i Marna.
Według danych na rok 1990 gminę zamieszkiwały 1222 osoby, a gęstość zaludnienia wynosiła 385 osób/km² (wśród 1287 gmin regionu Île-de-France Chanteloup-en-Brie plasuje się na 587. miejscu pod względem liczby ludności, natomiast pod względem powierzchni na miejscu 808.).